# 펜네 (페스카라도)
펜네(이탈리아어: Penne)는 이탈리아 아브루초주 페스카라도에 위치한 코무네다. 아펜니노산맥과 아드리아해 사이에 있는 언덕 위에 위치해있다.
이곳의 경제 기반은 주로 관광업, 농업, 지역 병원과 브리오니이다.